# Hermann Dolp
Hermann Dolp (* 12. September 1889 in Türkheim; † nach 1944) war ein deutscher SS-Führer in Konzentrationslagern.

## Leben
Dolp war von Beruf Schlosser. Nach dem Ersten Weltkrieg gehörte er einem Freikorps und später dem Bund Oberland an. Im November 1923 nahm er am Hitlerputsch in München teil. Er wurde Mitglied der SS (SS-Nummer 1.293) und trat zum 1. September 1928 der NSDAP bei (Mitgliedsnummer 99.503). 1929 wurde er Sturmführer und am 11. März 1931 zum SS-Standartenführer befördert. In dieser Funktion leitete er SS-Standarten.
1934 war er im Sommer kurzzeitig im KZ Dachau eingesetzt, danach war er Führer des Hausverwaltung der SS und ab Januar 1935 Führer im SS-Hauptamt. Im Sommer 1939 war er kurzzeitig Schutzhaftlagerführer im KZ Sachsenhausen.
Nach dem Überfall auf Polen war er in dem besetzten Land zunächst Leiter des volksdeutschen Selbstschutzes. Ab Ende 1939 war er Leiter der Gestapo in Kalisch. Im Dezember 1939 aus dem Amt entlassen und rangmäßig degradiert. Hintergrund war ein Vorfall am 1. November 1939, als er stark betrunken versuchte eine junge Polin zu vergewaltigen. Dabei zielte er mit einer Waffe auf den Freund der Polin, einen deutschen Funktionsträger. Anwesende deutsche Zeugen zeigten den Vorfall an. Der Fall wurde untersucht und am 4. Februar 1940 vor einem SS-Gericht verhandelt. Neben der rangmäßigen Degradierung wurde ein zweijähriges Verbot für Alkoholkonsum ausgesprochen. Am 8. Februar 1940 meldete sich Reichsführer SS Heinrich Himmler schriftlich bei Dolp und wies ihn darauf hin, dass die Missachtung des Alkoholverbots Dolps Ausschluss aus der SS zur Folge haben würde.
Mitte Februar 1940 wurde Dolp nach Lublin versetzt. Unmittelbar darauf begleitete er einen Marsch von jüdischen Zwangsarbeitern nach Biała Podlaska, bei dem hunderte Juden starben. Als Lagerkommandant leitete er das Zwangsarbeitslager Lipowa Straße in Lublin. Im Frühjahr des Jahres 1940 war er zudem für die Überwachung der Anlage von Verteidigungsgräben zur Grenze des sowjetisch besetzten Teil Polens verantwortlich. Im durch ihn rücksichtslos geführten Arbeitslager Belzec wählte er zu diesem Zweck Juden aus, die in Zwangsarbeitslager überführt wurden. Nach dem Angriff auf die Sowjetunion war er an der Errichtung von Polizei- und SS-Stützpunkten in Minsk und Mogilew beteiligt.
Ab Mitte Mai 1942 war er beim Höheren SS- und Polizeiführer Nord eingesetzt, wo er in Norwegen Zwangsarbeiterlager leitete. Ab August 1943 gehörte er dem Kommandostab Reichsführer SS an. Ab Februar 1944 wurde er zum Bataillonskommandeur bei der lettischen 19. Waffen-Grenadier-Division. ernannt. Im April 1944 wurde er zum SS-Obersturmbannführer befördert. Angeblich ist er in Rumänien gefallen.
Dolp war verheiratet und Vater von vier Kindern.

## Auszeichnungen
- Blutorden (Medaille zur Erinnerung an den 9. November 1923)